# Lunardelli
Lunardelli é um município brasileiro situado no Norte do estado do Paraná.

## História
Em 1952, foi iniciada a formação de uma fazenda em uma gleba denominada Lunardelli. Com a abertura dessa e de outras fazendas, deu-se a chegada de agricultores dos mais diferentes pontos do Estado e do País.
Em 1959, a região contava com fazendas e diversas propriedades rurais em franca produção. Foi nesse ano que um grupo de moradores iniciou um movimento para a formação da cidade de Lunardelli.
Criado através da Lei Estadual nº 7502, de 19 de dezembro de 1979, foi desmembrada de São João do Ivaí.

## Geografia
Possui uma área é de 199,220 km² representando 0,1 % do estado, 0,0354 % da região e 0,0036 % de todo o território brasileiro. Localiza-se a uma latitude 24°04'44" sul e a uma longitude 51°44'16" oeste, estando a uma altitude de 640 m. Sua população estimada em 2005 era de 4.501 habitantes.[carece de fontes?]

### Demografia
Dados do Censo - 2000
População Total: 5.668
- Urbana: 2.704
- Rural: 2.964
- Homens: 4.112
- Mulheres: 3.756

Índice de Desenvolvimento Humano (IDH-M): 0,692
- IDH-M Renda: 0,614
- IDH-M Longevidade: 0,677
- IDH-M Educação: 0,784

## Administração
- Prefeito: Reinaldo Grola (2017/2020)
- Vice-prefeito: Dr. Célio
- Presidente da câmara: Alexandre Correia